# Фельдман, Соломон Симхович
Соломон Симхович Фельдман (21 августа 1909, Новая Ушица — 16 сентября 2003, Самара) — советский и российский дирижёр, скрипач. Заслуженный деятель искусств РФ (1992).

## Биография

### Рождение, ранние годы
Соломон Симхович (Семёнович) Фельдман родился 21 августа 1909 года в местечке Новая Ушица Подольской губернии в зажиточной мещанской семье. Его отец, Симха Нутович Фельдман, был владельцем магазина. Семья матери, Эти Ицковны, держала в Новой Ушице почту. Родной дядя Соломона Фельдмана со стороны матери — советский военный врач Эммануил Дейчман.
По воспоминаниям дирижёра, в семье часто звучала музыка: его отец хорошо знал популярный оперный репертуар и поощрял увлечение сына музыкой.

### Становление музыканта
Первые уроки игры на скрипке Соломон Фельдман брал у клезмера Ехила Бинштока в Новой Ушице. С 14 лет выступал со школьным оркестром в Новой Ушице и соседних населённых пунктах. Во второй половине 1920-х годов Соломон Фельдман учился в музыкальных училищах Винницы и Киева и в Государственном музыкально-драматическом институте имени Н. В. Лысенко по классу скрипки Я. Магазинера и Д. Бертье и дирижирования А. Орлова и Л. Брагинского. После института в 1934 году поступил в аспирантуру Киевской консерватории, которую окончил в 1936 году. Научным руководителем Фельдмана был А. М. Пазовский.
Последующие несколько лет Фельдман совмещал работу в оркестрах Киева, Днепропетровска и Москвы с подготовкой диссертации. Защита не состоялась: сданный в 1940 году на кафедру материал погиб во время Великой Отечественной войны.
Концертную деятельность Соломон Фельдман начал ещё будучи студентом. С 1930 года он играл в оркестре Академического театра оперы и балета УССР и симфоническом оркестре радиокомитета в Киеве. С 1937 по 1939 год по приглашению Натана Рахлина работал вторым дирижёром Государственного симфонического оркестра Украинской ССР в Киеве.

### Расцвет творческой деятельности

#### 1939–1949
В феврале 1939 года Соломон Фельдман был назначен главным дирижёром только что созданного симфонического оркестра Днепропетровской филармонии. Под руководством Фельдмана оркестр впервые в истории города исполнил несколько известных произведений классической музыки, в том числе Девятую симфонию Бетховена.
Работу дирижёра в Днепропетровске прервала Великая Отечественная война. В 1941 году Фельдман был уволен из оркестра «в связи с эвакуацией». В 1941–42 году он работал в оркестре Малого театра СССР, эвакуированном в Челябинск. Затем, в 1942–44 годах, в Башкирском государственном театре оперы и балета.
В 1944 году Соломон Фельдман вернулся в освобождённый Днепропетровск и вновь возглавил симфонический оркестр. В первые послевоенные годы дирижёр восстанавливал деятельность музыкального коллектива. Несмотря на то, что постоянного помещения у оркестра не было, Фельдман организовал регулярные выступления: концерты давали в клубах и учебных заведениях. В должности художественного руководителя и главного дирижёра симфонического оркестра Днепропетровской филармонии Соломон Фельдман проработал до 1949 года.

#### 1949–1959
В 1949 году Соломон Фельдман возглавил симфонический оркестр города Сталино (Донецка). В Донецке дирижёр провёл 10 лет. За эти годы в городе прозвучали симфонии и концерты Бетховена, Рахманинова, Чайковского, Моцарта, Шостаковича. С оркестром выступали известные солисты СССР и других стран Западной и Восточной Европы. Так, только в 1957 году в Сталино приезжали И. Безродный, А. Иохелес, Л. Оборин, Н. Школьникова, Н. Казанцева, М. Александрович, Г. Гинзбург, В. Ашкенази, И. Михновский, С. Нейгауз, Э. Гилельс, М. Чхеидзе, Х. Насырова, польский скрипач Г. Ковальский, бельгийский скрипач К. Ван Несте и пианист Н. Слюжни. Выступали с оркестром и известные советские дирижёры. В 1958 году состоялся концерт американского пианиста Дэниэла Поллака с оркестром под управлением Соломона Фельдмана.
Концертная деятельность Фельдмана в этот период не ограничивалась Донецком: вместе с оркестром он гастролировал и по другим городам шахтёрского региона. Например, проводил ежегодные летние концерты в Жданове (Мариуполе).

#### 1959–1974
В 1959 году Соломон Фельдман отправился в Куйбышев, где возглавил симфонический оркестр Куйбышевской филармонии. Решение о назначении Фельдмана главным дирижёром принимал весь коллектив оркестра через процедуру тайных демократических выборов — впервые в истории Куйбышевской филармонии. 
На посту главного дирижёра Соломон Фельдман добился увеличения штатного расписания оркестра, расширения нотной библиотеки филармонии. При нём существенно изменилась система симфонических абонементов для слушателей, начали регулярно проводиться авторские вечера современных советских композиторов. С именем Фельдмана связано и участие симфонического оркестра во всесоюзных фестивалях, посвящённых П. И. Чайковскому. В 1960-х годах оркестр выступал в Воткинске, Ижевске и Сарапуле.
Под управлением Фельдмана симфонический оркестр впервые в истории Куйбышева исполнил более 40 произведений. Среди наиболее значимых исследователи отмечают «Сказку» Н. А. Римского-Корсакова, «Воеводу» П. И. Чайковского, «Русь» М. А. Балакирева, «Картинки с выставки» М. П. Мусоргского, концерты И. С. Баха и Г. Ф. Генделя, произведения М. Равеля, С. В. Рахманинова, Д. Д. Шостаковича, Г. Малера, А. Брукнера, Р. Шумана, И. Брамса, Ф. Листа, Б. Бриттена и другие. А исполнение 3-й симфонии Р. Бунина стало первым во всём Советском Союзе. На премьере присутствовал автор. Позднее 3-ю симфонию Бунина Соломон Фельдман исполнил в Большом зале Московской консерватории с оркестром Московской государственной филармонии.
С Соломоном Фельдманом в Куйбышеве выступали пианисты С. Рихтер, Э. Гилельс и Я. Флиер, скрипачи Давид и Игорь Ойстрахи, виолончелисты Д. Шафран и М. Ростропович. По приглашению Фельдмана неоднократно приезжал в Куйбышев дирижёр Натан Рахлин.
Соломон Фельдман проводил мероприятия по популяризации симфонической музыки в Куйбышеве. По его инициативе в парке имени Горького построили большую крытую летнюю эстраду — аналог летнего театра Юрмалы. Проект и чертежи дирижёр запрашивал самостоятельно, он же добивался разрешения на строительство. После открытия эстрады бесплатные летние концерты симфонического оркестра в парке стали регулярными. На летней сцене выступали многие дирижёры и солисты, в том числе М. Ростропович — в 1973 году он сыграл здесь последний перед отъездом из России концерт. Также в целях популяризации классической музыки оркестр филармонии под управлением Фельдмана проводил выездные концерты в городах и сёлах Куйбышевской области.
С именем Соломона Фельдмана связана и история Ленинских музыкальных фестивалей, которые проводились в Куйбышеве, Ульяновске и Казани с 1963 года. Дирижёр последовательно продвигал идею крупного музыкального мероприятия в Поволжье — фестиваля, который привлёк бы музыкальную элиту в провинциальные города. В начале 1960-х годов в Куйбышевской филармонии проходили апрельские «музыкальные недели», посвящённые дню рождения В. И. Ленина. Из них и вырос Ленинский фестиваль. Исполнителями и гостями Ленинского фестиваля были известные солисты и композиторы: Марина Яшвили, Мстислав Ростропович, Валентин Жук, Дмитрий Кабалевский, Арам Хачатурян, Георгий Свиридов, Андрей Эшпай, Сергей Слонимский, Родион Щедрин, Оскар Фельцман, Борис Терентьев, Сигизмунд Кац, Михаил Чулаки, Владимир Фере. В программу фестиваля включались камерные концерты, литературные вечера, встречи музыкантов со слушателями, искусствоведческие и музыковедческие дискуссии. На сцену помимо симфонических оркестров выходили хоровые и танцевальные коллективы, оркестры русских народных инструментов, самодеятельные ансамбли. Программа Ленинских фестивалей была широкой: в неё входили не только посвящённые Ленину произведения советских композиторов, но и мировая классика. Концерты проходили одновременно на нескольких площадках Куйбышева, в сёлах и городах области. Фестиваль широко освещался в СМИ. Проводился он около 25 лет, вплоть до распада Советского союза, однако к концу 1980-х годов постепенно утратил значимость и привлекательность для публики.
В 1965 году Соломон Фельдман уступил место главного дирижёра Куйбышевской филармонии Сергею Дудкину, однако продолжил работать в качестве второго дирижёра оркестра Куйбышевской филармонии до 1974 года и выступать с гастролями в городах СССР — в Москве, Ленинграде, Челябинске, Воронеже, Свердловске, Киеве, Одессе, Харькове, Львове и других.

### Поздние годы, смерть
После выхода на пенсию Соломон Фельдман гастролировал по Советскому Союзу и выступал с отдельными программами в Куйбышеве. Он регулярно посещал репетиции и концерты оркестра Куйбышевской филармонии, вёл активную переписку с деятелями искусств России и других государств, сотрудничал с музыкальными журналами на русском и немецком языках.
В последний раз за дирижёрским пультом Соломон Симхович Фельдман стоял 11 февраля 1995 года. В программе концерта, посвящённого 85-летию со дня рождения и 60-летию творческой деятельности маэстро, были его любимые произведения: увертюра «1812 год» и Четвертая симфония Чайковского, 20-й и 23-й фортепианные концерты Моцарта.
Соломон Симхович Фельдман скончался 16 сентября 2003 года, похоронен на Рубёжном кладбище города Самары.

## Личная жизнь
Соломон Фельдман был женат дважды. Вторая супруга — Валентина Мефодиевна Орёл (1926—2011), диктор и редактор программ Куйбышевского телевидения.
Дети:
- Марк Фельдман (1948—2010) — врач, кардиолог-реаниматолог
- Илья Фельдман (р. 1955) — ювелир[9]

Внучка Соломона Фельдмана — израильский джазовый музыкант, вокалист и педагог Юлия Фельдман.

## Память
В музеях Самарской и Донецкой филармонии есть экспозиции, посвящённые Соломону Фельдману.

## Оценка современников, критика
Музыковеды Е. Цветова и Л. Беляева отмечали масштабную организаторскую и творческую работу Соломона Фельдмана на посту главного дирижёра и художественного руководителя оркестра Куйбышевской филармонии. В их работах, посвящённых истории филармонии, деятельность музыканта оценивается исключительно комплиментарно: подчёркивается вклад Фельдмана в развитие музыкальной культуры области, упоминается большое число сочинений, впервые прозвучавших в Куйбышеве под управлением дирижёра, его усилия по привлечению в город известных исполнителей.
Музыкант, педагог и журналист В. Митителло в большом интервью с Соломоном Фельдманом дал следующую оценку его технике дирижирования: «...мануальная техника отличается, как мне кажется, мягким, почти незаметным тактированием, преобладанием эмоционально-пластичной жестикуляции — за исключением моментов оркестрового тутти, остро акцентируемых эпизодов, когда сжимаются обе руки и кулаками как бы „вколачивается“ мощная звуковая масса. Мимика — то, что слушатель в зале редко может видеть, — преимущественно восторженно-поэтическое выражение лица: чувствуется, что каждый концерт — некое священнодейство, праздник». При этом В. Митителло критически замечал, что на репетициях Соломон Фельдман относился «к тому типу дирижёров, которые „любят поговорить“».

## Награды и звания
Заслуженный деятель искусств Российской Федерации (1992)